# Autoplusia egenella
Autoplusia egenella är en fjärilsart som beskrevs av Herrich-Schäffer 1868. Autoplusia egenella ingår i släktet Autoplusia och familjen nattflyn. Inga underarter finns listade i Catalogue of Life.